# Cap Girão
Le Cap Girão (en portugais : Cap du Retour) est une falaise sur la côte sud de l'île de Madère, située à proximité de Câmara de Lobos. Sa hauteur est indiquée entre 560 et 589 m, ce qui en fait une des plus hautes d'Europe et du monde.   
Il y a des cultures en terrasse à mi-hauteur ainsi qu'en bas de la falaise. Jadis, ces dernières n'étaient accessibles que par bateau. Depuis août 2003, un petit téléphérique a été installé dans le but, initialement, de faciliter l'accès aux cultivateurs. 
Pour les touristes, le cap Girão constitue un belvédère exceptionnel ainsi qu'un point de départ pour parapente.

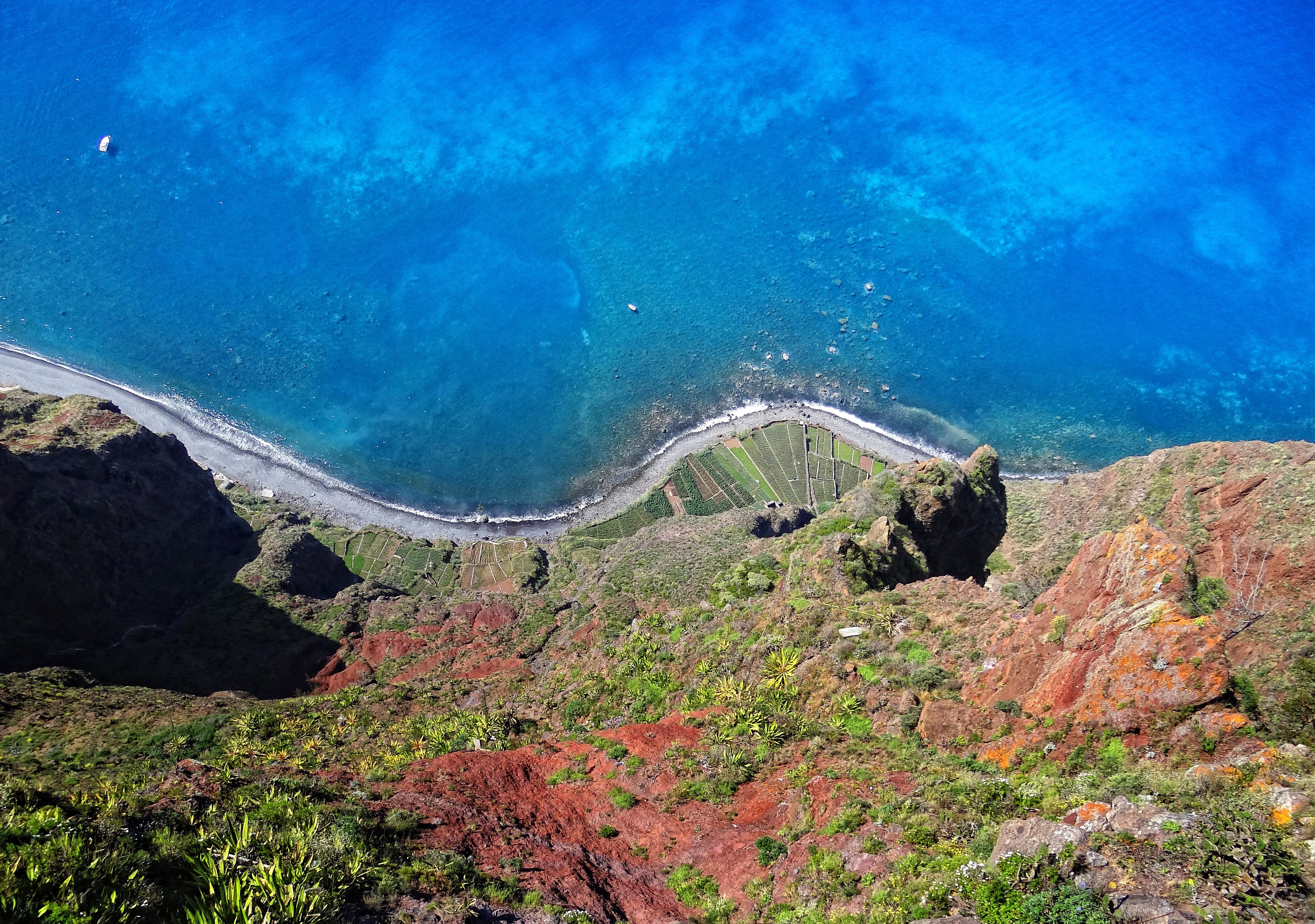
Champs cultivés en bas de la falaise

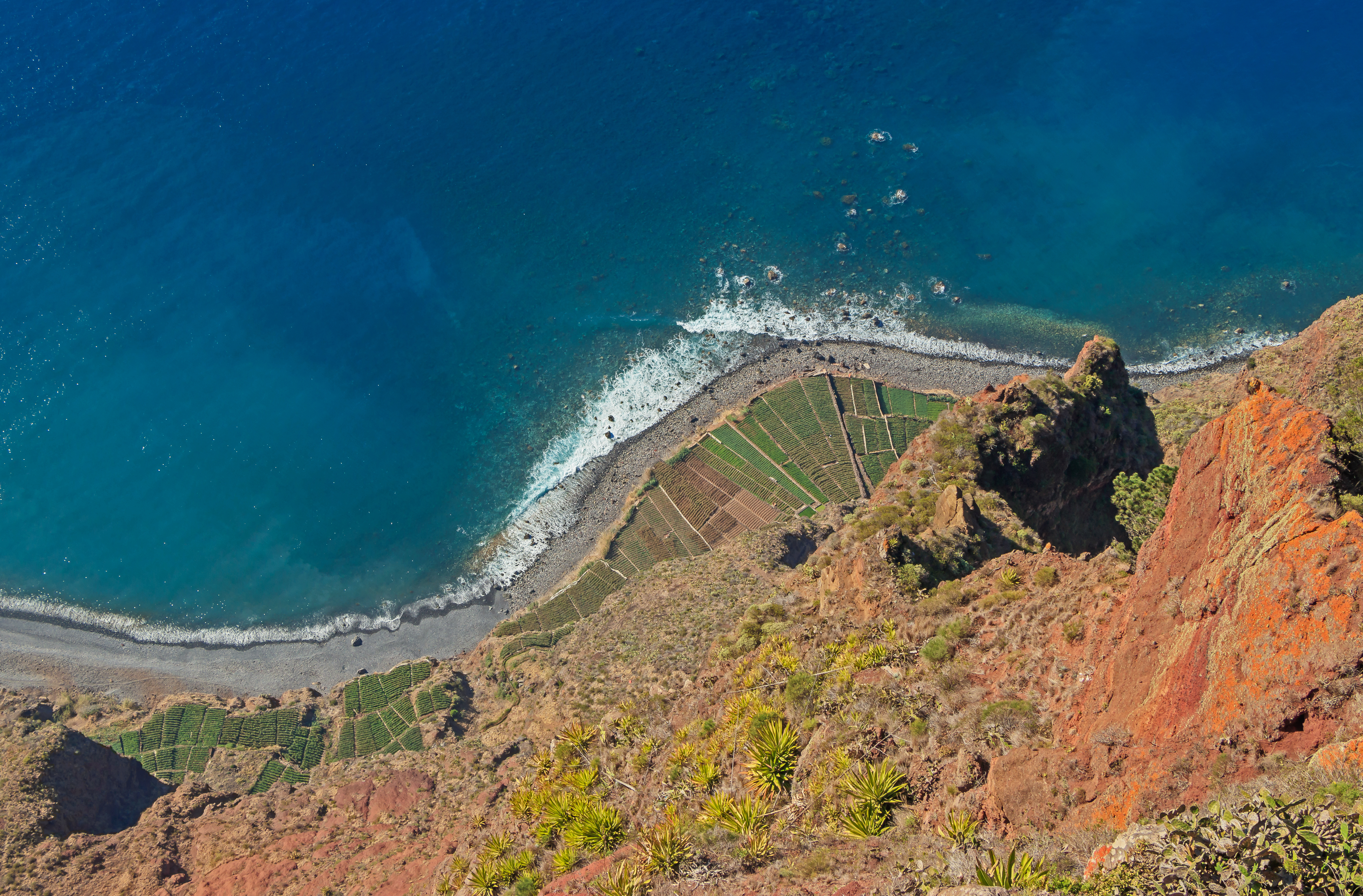
Les mêmes, quelques années après. Mars 2020.